# Ribeira de Azeitão
A Ribeira de Azeitão nasce perto da localidade de Vila Nogueira de Azeitão já dentro do Parque Natural da Arrábida.
Tem um curso muito curto com cerca de 5 quilómetros.
Desagua na margem direita da Ribeira de Coina, na localidade de Quinta do Conde.